# Бангпаконг
Бангпако́нг (тайск. แม่น้ำบางปะกง) — река в Восточном Таиланде. Берёт свое начало при слиянии рек Нахоннайок и Прачинбури в ампхе Бан Санг провинции Прачинбури. Течёт на юг мимо города Чаченгсау и впадает в Сиамский залив в 100 км от Бангкока. Длина реки Бангпаконг составляет 120 км, площадь бассейна — около 17 000 км². Воды реки используются для питья и для орошения. В районе устья расположена гидроэлектростанция. В дельту реки заходят дельфины.
В окрестностях реки обнаружены монеты государства Дваравати.